# Franziska Knuppe

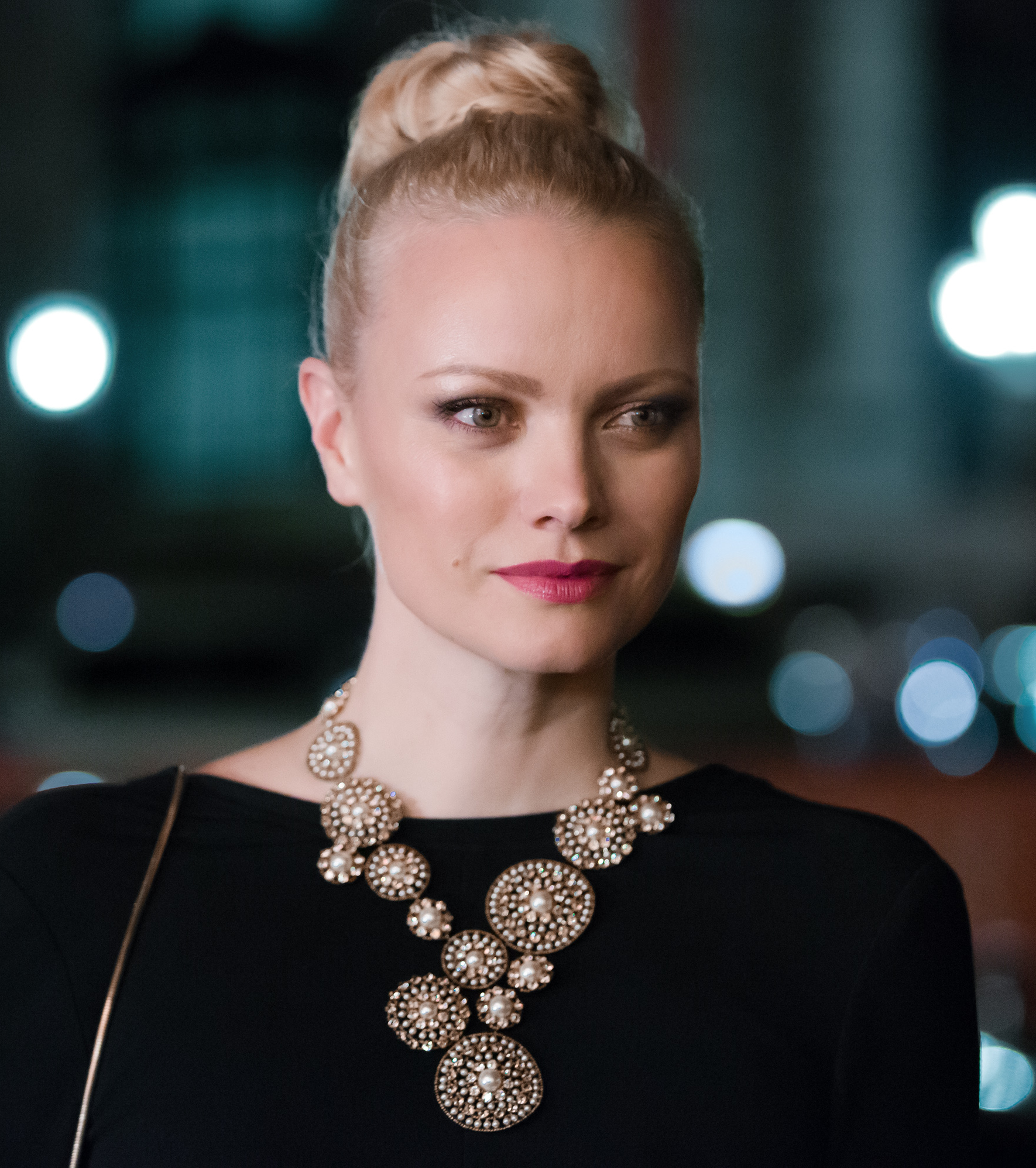
Franziska Knuppe bei der Romyverleihung 2016

Franziska Knuppe (* 7. Dezember 1974 in Rostock) ist ein deutsches Model, Moderatorin und gelegentliche Schauspielerin.

## Leben und Karriere
Knuppe ist die Tochter einer Kinderärztin und wuchs mit einem Bruder in Potsdam auf. Ihr Vater starb an Lungenkrebs. Nach dem Abitur zog sie 1993 nach München und absolvierte bis 1996 im Hotel Park Hilton eine Ausbildung zur Hotelfachfrau. Anschließend ging sie zurück nach Potsdam, um dort Betriebswirtschaft zu studieren. 1997 wurde sie von Wolfgang Joop in einem Potsdamer Café, in dem sie jobbte, entdeckt. Daraufhin stellte sie sich bei der Agentur Model Management in Hamburg vor, die seither ihre Mutteragentur ist. Sie ging aus dem Modellwettbewerb Elite Model Look Deutschland als Siegerin hervor und hatte anschließend ihr erstes Fotoshooting auf Lanzarote.
Knuppe arbeitet mit Agenturen in Paris, New York, London und Mailand zusammen. Sie war u. a. das Gesicht von Joop, Triumph, Oasis, Reebok, Montblanc, Basler, Dior, dem KaDeWe, Vero Moda, Otto, Pantene, Jette Joop, Peek & Cloppenburg und Samsung. Sie zierte Cover diverser Magazine wie GQ Deutschland, Elle, Vogue, Petra, Cosmopolitan, Marie Claire, Brigitte und Madame. Sie wurde von Peter Lindbergh, Michel Comte, Karl Lagerfeld, Manfred Baumann u. v. a. fotografiert. 2015 fotografierte sie Ellen von Unwerth für das „25 Jahre Deutsche Einheit“-Cover des Stern. Knuppe lief Shows für unter anderem Diane von Fürstenberg, Vivienne Westwood, Escada, Thierry Mugler, Strenesse, Karl Lagerfeld, Wunderkind Couture, Issey Miyake, Joop, Guido Maria Kretschmer, Lena Hoschek, Anja Gockel und Marcel Ostertag.
In Palma de Mallorca war Knuppe Taufpatin der AIDAluna (2009) und der AIDAmira (2019). Seit 2015 ist sie Markenbotschafterin von Schwarzkopf, seit 2017 von Mercedes-Benz, seit 2019 von Eau Thermale Avène, seit 2020 von Shiseido seit 2021 von pro optik und seit 2024 von Boscana.
Nachdem sie bereits mehrmals Werbekampagnen für Bonita präsentierte, entwarf sie 2017 eine Kollektion. Anfang des Jahres 2021 launchte sie im Shopping-Sender HSE die Marke Nylah (ein Akronym aus den Worten New York - Los Angeles - Hello). Bereits 2016 arbeitete sie für den Sender, als sie als Testimonial für Brian Rennies Kollektion warb.
Neben ihrer Modelkarriere tritt Knuppe auch als Moderatorin, Jurorin und Laudatorin auf. Sie hielt Laudationen u. a. beim Bambi Award, den Duftstars, Bunte New Face Award, den GQ Award und People Style Award. 2011 war Knuppe als Moderatorin beim Triumph Inspiration Award tätig.

## Filmografie (Auswahl)
Teilnahme:
- 2011: 3 nach 9 (Radio Bremen)[21]
- 2013: Markus Lanz (ZDF)[22]
- 2014: Die ultimative Chartshow (RTL)[23]
- 2014: Das ist Spitze! (ARD)[24]
- 2015: Die große Show der Naturwunder (SWR)[25]
- 2016: Wer weiß denn sowas? (ARD)[26]
- 2016: My Idiot Friend (ProSieben)[27]
- 2016: Im Schrank der Stars (ATV)[28]
- 2019: All About You – Das Fashion Duell (ProSieben)[29]
- 2019: Riverboat (MDR)[30]
- 2020: Late Night Berlin (ProSieben)[31]
- 2020: The Masked Singer (ProSieben)
- 2021: Das große Promibacken (Sat.1)[32]
- 2021: Buchstaben Battle (Sat.1)[33]
- 2021: Quizduell (ARD)[34]
- 2021: Rolling – Das Quiz mit der Münze (Sat.1)[35]
- 2021: MDR um 4 (MDR)[36]
- 2024: Splash! Das Promi-Pool-Quiz (RTL)

Moderation:
- 2008: Supermodel (3 Plus TV)[37]
- 2008: Swiss Textile Award (3 Plus TV)[38]
- 2019: Austria’s Next Topmodel (Puls4)[39]

Schauspiel: 
- 2002: Der Duft des Geldes (Sat.1)[40]
- 2007: Free Rainer – Dein Fernseher lügt
- 2013: Einsatz in Hamburg – Mord an Bord (ZDF)
- 2014: SOKO Stuttgart (ZDF)
- 2016: Vier gegen die Bank
- 2019: Berlin, I Love You

Musikvideo:
- 2015: Dos Bros (The BossHoss)[41]

## Werke
- Franziska Knuppe und Stefanie Hiekmann: Schlank ohne Umwege. Wie bewusstes Essen und einfache Routinen dich endlich zum Ziel führen. Becker Joest Volk Verlag, Hilden 2023, ISBN 978-3-95453-289-6.

## Soziales Engagement
Franziska Knuppe unterstützt gemeinnützige Projekte und Aktionen, u. a. UNICEF, Pink Ribbon, die Deutsche Parkinson Vereinigung, die DKMS sowie den RTL-Spendenmarathon. Zudem setzt sich Knuppe gegen Kinderarbeit in Bangladesh ein.

## Privates
Knuppe ist seit 1999 mit Christian Möstl verheiratet. Beide sind seit 2007 Eltern der gemeinsamen Tochter Ruby Mathilda. Knuppe lebt mit ihrer Familie in Potsdam.

## Auszeichnungen
- 2009: Vienna Fashion Award in der Kategorie Model[48]
- 2009: Couple of the Year der Zeitschrift Gala[49]
- 2013: Spa Diamond Award, Personality[50]
- 2015: Stylight Influencer Award, Best Celebrity Style[51]